# 광무여자중학교
광무여자중학교(光武女子中學校)는 대한민국 부산광역시 부산진구 개금동에 있는 공립 중학교이다.

## 학교 연혁
- 1974년 12월 21일 : 광무여자중학교 30학급 설립 인가
- 1975년 3월 1일 : 초대 권오신 교장 취임
- 1975년 3월 5일 : 제1학년 입학식(658명)
- 1991년 6월 7일 : 부산진구 개금 3동 55번지 현 위치로 교사 이전
- 2004년 10월 21일 : 정보도서관 개관
- 2009년 11월 4일 : 수준별 이동 수업 연구학교 보고회
- 2011년 4월 11일 : 교육청 지정 학교 도서관 지원 거점학교
- 2024년 2월 6일 : 제47회 졸업식(103명, 졸업생 총 인원 20,041명)
- 2024년 3월 1일 : 제20대 이재훈 교장 취임
- 2024년 3월 4일 : 제50회 입학식(118명)

## 참고 자료
- 광무여자중학교 - 한국교육학술정보원 학교알리미